# Tomohon
Tomohon è una città dell'Indonesia, situata nella provincia del Sulawesi Settentrionale.